# Robert Poujade
Robert Poujade (ur. 6 maja 1928 w Moulins, zm. 8 kwietnia 2020 w Paryżu) – francuski polityk, minister.

## Działalność polityczna
Był politykiem Unii Demokratów na rzecz Republiki, gdzie od 1968 do 1971 był sekretarzem generalnym, a następnie Zgromadzenia na rzecz Republiki. Od 1967 do 1971 i w 1973 był deputowanym do Zgromadzenia Narodowego V Republiki III i IV kadencji. Od 7 stycznia 1971 był ministrem delegowanym ds. ochrony przyrody i środowiska w rządzie premiera Chaban-Delmasa i w pierwszym rządzie Messmera. W drugim rządzie premiera Messmera od 2 kwietnia 1973 do 27 lutego 1974 był ministrem ochrony przyrody i środowiska. Od 1971 do 2001 był merem Dijon. Od 1978 do 1981 i następnie od 1986 do 2002 był deputowanym do Zgromadzenia Narodowego VI, VIII, IX, X, XI kadencji.